# Johan (molen)
Johan is een weidemolen aan de Westfriese Omringdijk nabij Schellinkhout in de Nederlandse gemeente Drechterland. Hij staat niet ver van De Grote Molen.
Hij is oorspronkelijk in 1956 gebouwd bij het Weeltje in Hoorn, als opvolger van een kapotgewaaid weidemolentje bij een boerderij aldaar. Toen in 1964 de boerderij werd gesloopt ten behoeve van woningbouw, werd de molen verplaatst naar het Julianapark in Hoorn, waar het stond te verkommeren. In 1985 is de Johan verplaatst en deels herbouwd op de plaats waar hij nu staat. Hij bemaalt de plaatselijke natuurijsbaan en een deel van de polder.
Na de verplaatsing naar de huidige plaats werd de molen vernoemd naar Johan Kerkmeijer, die hem in eerste instantie voor sloop in Hoorn heeft weten te redden.